# Meusegast
Meusegast ist ein Ortsteil der Stadt Dohna im Landkreis Sächsische Schweiz-Osterzgebirge, Sachsen. Er besteht aus Nieder- und Obermeusegast.

## Geographie
Meusegast liegt etwa drei Kilometer südöstlich der Dohnaer Altstadt. Es befindet sich auf der Hochfläche zwischen Müglitz im Westen und Seidewitz im Osten südlich des Elbtalkessels. Das Gelände fällt in Richtung Nordosten zum Eulengrund bei Krebs hin stetig ab. Südwestlich von Meusegast erreicht es im Ziegenrücken entlang der Gemeindegrenze zu Müglitztal mit mehr als 290 m ü. NN seine größte Höhe. Das Umland von Meusegast wird mit Ausnahme der bewaldeten Steilhänge an den Tälern von Müglitz und Seidewitz landwirtschaftlich genutzt. Angrenzende Dohnaer Ortsteile sind Köttewitz im Nordwesten und Krebs im Nordosten. Östlich benachbart ist der Pirnaer Stadtteil Zuschendorf. Südöstlich grenzen Nieder- und Oberseidewitz an, die zur Gemeinde Bahretal gehören. Südwestlich von Meusegast liegt Burkhardswalde und westlich liegt Weesenstein. Beide sind Teil der Gemeinde Müglitztal.
Meusegast ging aus den beiden Orten Ober- und Niedermeusegast hervor. Obermeusegast liegt an der gleichnamigen Straße im Süden der Ortslage, Niedermeusegast befindet sich an der Straße Am Kaisergut im Nordosten Meusegasts. Einen großen Teil der bebauten Fläche in Meusegast macht das nach 1990 entstandene Wohngebiet Am Ziegenrücken aus. Die Kleinsiedlung dehnt sich um die Buchen- und die Ahornallee aus. Wichtigste Straße im Ort ist die Kreisstraße 8763. Sie trägt innerhalb des Ortes ebenfalls den Namen Am Ziegenrücken und verläuft von Burkhardswalde kommend weiter über Köttewitz ins Dohnaer Stadtzentrum. Die Bundesautobahn 17 führt unmittelbar östlich an Meusegast vorbei, die nächste Anschlussstelle Pirna befindet sich bei Köttewitz. An den ÖPNV ist Meusegast über die Buslinie 204 des RVSOE angebunden.
Gemeinsam mit Köttewitz und Krebs bildet der Ortsteil die Ortschaft Meusegast. Ihre Interessenvertretung ist ein aus sieben Mitgliedern bestehender Ortschaftsrat, an dessen Spitze der Meusegaster Ortsvorsteher steht.

## Geschichte

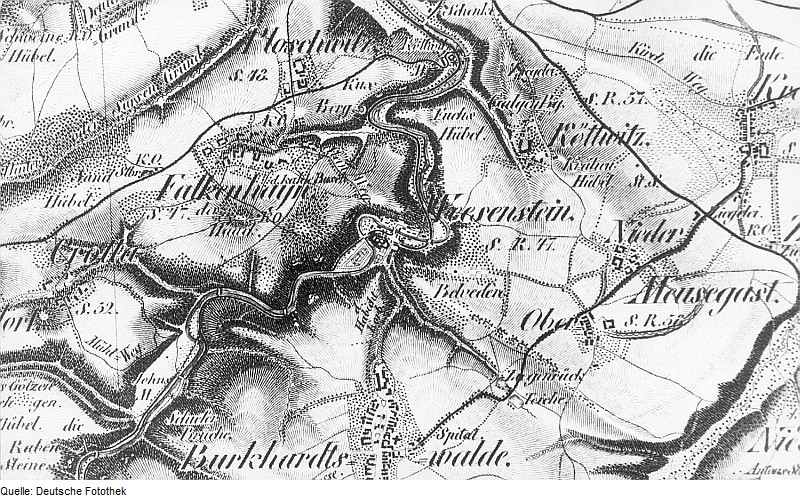
Meusegast auf einer Karte aus dem 19. Jahrhundert

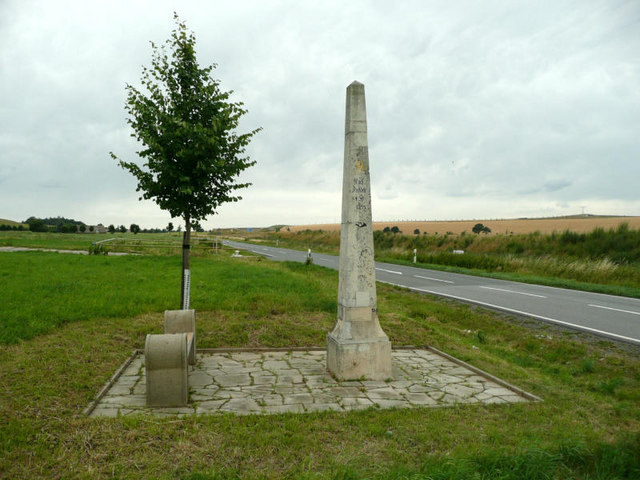
Kursächsische Postmeilensäule an der Alten Dresden-Teplitzer Poststraße bei Meusegast

Der Ortsname Meusegast geht wahrscheinlich auf *Mužigost, den Vornamen eines slawischen Lokators, zurück. Nicht auszuschließen ist auch eine Ableitung von *Mušegozd, dem altsorbischen Wort für „Fliegen-/Mückenwald“. Ältere, volkstümlichere Deutungen führten den Ortsnamen auf das slawische „myši chvost“, deutsch „Mäuseschwanz“, zurück. Erstmals erwähnt wurde der Ortsname 1288 als „Musegost“, 1445 lautete er „Müßegast“. Schon früh wurde zwischen „Obirmeusegast“ (1460) und „Nider Mewsegast“ (1493) unterschieden. Im 16. Jahrhundert war der Ortsname stark verkürzt; belegt sind in dieser Zeit die Schreibweisen „Ober Mewsseß“, „Nieder vnd obir Meysigk“ sowie „Nidermeysges“.
Niedermeusegast war ein Bauernweiler mit einem Großgut, den eine Blockflur mit Gutsblöcken von insgesamt 4½ Hufen umgibt. Obermeusegast war ein zeilenförmiger Bauernweiler in einer 4 Hufen großen Blockflur. In beiden Orten gab es im 15. und 16. Jahrhundert je ein Vorwerk. Die Besitzer waren im 15. Jahrhundert Angehörige des Adelsgeschlechts von Korbitz, das aus dem gleichnamigen Ort bei Meißen stammt. Danach übten die Besitzer des Rittergutes Weesenstein die Grundherrschaft aus. Das Vorwerk in Niedermeusegast entwickelte sich im 17. Jahrhundert selbst zu einem Rittergut und gehörte der Familie Bünau. Meusegast lag an der Haupttrasse bedeutender Fernwege von Sachsen nach Böhmen, so am Kulmer Steig und an der Alten Dresden-Teplitzer Poststraße. Hiervon zeugt noch heute eine Kursächsische Postmeilensäule, die nordöstlich von Meusegast steht.
Seit dem 19. Jahrhundert gehörte Meusegast als Hausgut den sächsischen Königen; der Besitz von Meusegast war damit erneut mit dem Besitz von Weesenstein verbunden. Der letzte albertinische Besitzer von Meusegast war Prinz Johann Georg von Sachsen. Er hatte in den 1890er Jahren das Rittergut an Robert von Lippe (1844–1924) verpachtet und verkaufte es nach dem Ersten Weltkrieg an die bürgerliche Familie Bauer. Nach Ende des Zweiten Weltkriegs verwalteten die sowjetischen Besatzungstruppen das Rittergut. Das Herrenhaus wurde nach 1945 abgerissen.
Die Verwaltung von Meusegast oblag zunächst der Pflege Dohna, seit dem 16. Jahrhundert dem Amt Pirna und 1856 dann dem Gerichtsamt Pirna. Auf Grundlage der Landgemeindeordnung von 1838 erlangte Meusegast Selbständigkeit als Landgemeinde. Diese war 1875 Teil der Amtshauptmannschaft Pirna. Die Gemarkung Meusegast hatte im Jahre 1900 eine Ausdehnung von rund 372 Hektar. In der Zeit der DDR gehörte sie ab 1952 zum Kreis Pirna. Am 1. Januar 1999 wurde Meusegast nach Dohna eingemeindet.
Eingepfarrt war und ist der Ort in die Dohnaer Marienkirche. Im Jahre 1988 wurde beim Pflügen eines Ackers ein altes Steinkreuz entdeckt. Der Feuerwehrverein Meusegast wurde 2000 gegründet. Im Jahre 2001 gründete sich der MSV Meusegast, ein Ausdauersportverein. Beim Bau der Seidewitztalbrücke förderten Funde auf Meusegaster Flur in den Jahren 2004 und 2005 beachtliche Fossilien der Kreidezeit zu Tage.

## Einwohnerentwicklung
| Jahr | Einwohner                                           |
| ---- | --------------------------------------------------- |
| 1551 | 8 besessene Mann, 34 Inwohner, 2 Gärtner, 1 Häusler |
| 1764 | 8 besessene Mann, 2 Gärtner, 2 Häusler              |
| 1834 | 153                                                 |
| 1871 | 171                                                 |
| 1890 | 163                                                 |
| 1910 | 240                                                 |
| 1925 | 225                                                 |
| 1939 | 213                                                 |
| 1946 | 287                                                 |
| 1950 | 260                                                 |
| 1964 | 195                                                 |
| 1990 | 136                                                 |
| 2002 | 555                                                 |
| 2012 | ca. 600                                             |